# Ordine del difensore del reame
L'ordine del difensore del reame è un ordine cavalleresco della Malaysia.
È stato fondato il 6 agosto 1958.

## Classi
L'ordine dispone delle seguenti classi di benemerenza che danno diritto a dei post nominali qui indicati tra parentesi:
- gran commendatore (SMN)
- commendatore (PMN)
- compagno (JMN)
- ufficiale (KMN)
- membro (AMN)
- medaglia (PPN)

| Nastri   |              |                   |
| Medaglia | Membro       | Ufficiale         |
| Compagno | Commendatore | Gran commendatore |

## Insegne
- Il nastro è blu con bordi gialli e con al centro una striscia bianca con all'interno una sottile striscia rossa per tutte le classi tranne che per quella di commendatore il cui nastro è blu con bordi bianchi e con al centro una striscia gialla con all'interno una sottile striscia rossa.